# Gadoliniu
Gadoliniu (simbol Gd) este elementul chimic cu numărul atomic 64 în Tabelul periodic al elementelor, numit și Tabelul lui Mendeleev. A fost descoperit prin spectroscopie în 1880 de Jean Charles Galissard de Marignac - posibil, analizând mineralul gadolinită  și care i-a dat numele după chimistul finlandez Johan Gadolin.
Gadoliniul a fost izolat în stare pură prin anul 1886 de câtre chimistul Paul Emile Lecoq de Boisbaudran.

## Caracteristici
- Masa atomică: 157,25 g/mol
- Densitatea la 20 °C: 7,89 g/cm³
- Punctul de topire: 1311 °C
- Punctul de fierbere: 3233 °C

## Compuși
Nitratul de gadoliniu este folosit ca absorbant de neutroni la sistemele de oprire rapidă ale reactorilor de tip Candu și este folosit și la aparatele de diagnoză medicală M.R.I. datorită calității de a bloca selectiv razele emise. 

## Confuzii
Mineralul gadolinit, a cărui denumire (incorectă) precum că ar conține gadoliniu, este un mineral care are varietățile:
a)gadolinit (Ce
b)gadolinit (Y.
Face parte din clasa silicaților, cristalizează în sistemul monoclinic, nu prezintă clivaj, iar urma (adică culoarea pulberii rezultate atunci când mineralul este zdrobit) este gri-verzuie, ca și cea a piritei. Poate conține urme de uraniu și thoriu.
1. ↑   franceză Jacques-Louis Soret (1878). „Sur les spectres d'absorption ultra-violets des terres de la gadolinite”. Comptes rendus de l'Académie des sciences. 87: 1062. Revăzut: 08.02.2023